# Переславичи (Московская область)
Переславичи — деревня в Сергиево-Посадском районе Московской области России, входит в состав сельского поселения Селковское.

## Население
| 1835 | 1850 | 1857 | 1859 | 1895 | 1905 | 1926 | 2002 |
| ---- | ---- | ---- | ---- | ---- | ---- | ---- | ---- |
| 75   | ↗86  | ↗92  | ↗93  | ↗135 | ↗141 | ↘128 | ↘16  |
| 2006 | 2010 |      |      |      |      |      |      |
| ↗17  | ↗44  |      |      |      |      |      |      |

## География
Деревня Переславичи расположена на севере Московской области, в северо-восточной части Сергиево-Посадского района, примерно в 88 км к северу от Московской кольцевой автодороги и 38 км к северу от станции Сергиев Посад Ярославского направления Московской железной дороги, на автодороге Р104.
В 34 км к западу от деревни проходит автодорога Р112, в 23 км юго-восточнее — Ярославское шоссе М8, в 27 км юго-западнее — Московское большое кольцо А108. Ближайшие населённые пункты — деревни Торгашино и Федорцово. К деревне приписаны три садоводческих товарищества (СНТ).
Связана автобусным сообщением с городом Сергиевым Посадом, городом Калязином Тверской области и селом Нагорье Ярославской области.

## История
В «Списке населённых мест» 1862 года — владельческая деревня 2-го стана Переяславского уезда Владимирской губернии на Углицком просёлочном тракте, от границы Александровского уезда к Калязинскому, в 48 верстах от уездного города и 42 верстах от становой квартиры, при колодце, с 13 дворами и 93 жителями (41 мужчина, 52 женщины).
По данным на 1895 год — деревня Федорцевской волости Переяславского уезда с 135 жителями (66 мужчин, 69 женщин). Основным промыслом населения являлось хлебопашество, 18 человек уезжали в качестве красильщиков по бумаге, шерсти и шёлку на отхожий промысел в Москву и Московскую губернию.
По материалам Всесоюзной переписи населения 1926 года — центр Переславицкого сельсовета Федорцевской волости Сергиевского уезда Московской губернии в 12 км от Угличско-Сергиевского шоссе и 39 км от станции Сергиево Северной железной дороги; проживало 128 человек (53 мужчины, 75 женщин), насчитывалось 53 крестьянских хозяйства.
С 1929 года — населённый пункт Московской области в составе:
- Веригинского сельского округа Сергиево-Посадского района (1994—2006),
- сельского поселения Селковское Сергиево-Посадского района (2006 — н. в.)[17][18][19].